# (739) Mandeville
Pour les articles homonymes, voir Mandeville.
(739) Mandeville est un astéroïde de la ceinture principale découvert le 7 février 1913 par l'astronome américain Joel Metcalf.
Sa désignation provisoire était 1913 QR.